# Ясуда Ая
Ая Ясуда (англ. Aya Yasuda; 18 грудня 1982, м. Хоккайдо, Японія) — японська саночниця, яка виступає в санному спорті на професійному рівні з 2002 року. 2010 року була дебютантом національної команди, як учасник зимових Олімпійських ігор в одиночних змаганнях. На світових форумах саночників значних успіхів не здобувала (перебувала зазвичай на межі 2-3 десятків). На зимових Олімпійських ігор 2010 року була технічно дискваліфікована за перевищення баласту санок.